# Dora Riparia
El Dora Riparia és un riu del nord-oest d'Itàlia, al Piemont, afluent del riu Po. Neix als Alps i desemboca al Po prop de Torí, després de recórrer 125 km. Té una conca de recollida d'aigua de 1230 km². Vora la ciutat de Cesana rep les aigües del riu Ripa, d'on li ve el nom.
El seu nom antic era Duria Minor. Passava per la vora de Segusio i desembocava al Po a Augusta Taurinorum (Torí). La Cosmografia de Ravenna l'anomena simplement Duria, sense cap epítet qualificatiu. Té menys cabal que el Dora Baltea, però s'alimenta de nombrosos torrents que baixen de les glaceres dels Alps.